# Walk Run Cha-Cha
Walk Run Cha-Cha ist ein Kurz-Dokumentarfilm von Laura Nix. Der Film wurde 2020 als bester Kurz-Dokumentarfilm für den Oscar nominiert.

## Handlung
In dem Film wird das Ehepaar Chipaul und Millie Cao und ihre Liebesgeschichte dargestellt. Beide gehörten zur chinesischen Minderheit in Vietnam, wo sie sich während des Vietnamkrieges kennen- und lieben lernten. Chipaul musste fliehen, als der Vietcong seine Heimatstadt erreichte. Er erreichte die USA und brauchte ein paar Jahre herauszufinden, wie er Millie nachholen könne. Sie ließen sich in Südkalifornien nieder. Der Film begleitet sie auch bei Tanzstunden, die sie nehmen, um ihren Hochzeitstag, Millies Geburtstag und das vierzigjährige Jubiläum seiner Ankunft in Amerika zu feiern.

## Hintergrund
Lauren Nix wollte ursprüngliche eine Dokumentation zu Mini-Malls im San Fernando Valley drehen, als sie zufällig dort das Ehepaar Cao kennenlernte. Laura Nix versteht den Film als nicht nur über ein Paar in den besten Jahren, die Tanzen lernen. Sie sieht den Film als eine Stellungnahme zur Einwanderungspolitik. Die Caos sind über den Erfolg des Films erstaunt, sie dachten, es würde einfach ein Film sein, bei dem es Spaß sei, wenn die Kinder ihn sehen.

## Auszeichnungen
Der Film wurde sowohl auf dem Tribeca Film Festival 2019, als auch für den Oscar als bester Kurzfilm nominiert.